# Гекзакисоктаэдр
Гекзакисокта́эдр (от др.-греч. ἑξάκις — «шестижды», οκτώ — «восемь» и ἕδρα — «грань»), также называемый дисдакисдодека́эдром (от др.-греч. δίς — «дважды», δυάκις — «два раза», δώδεκα — «двенадцать» и ἕδρα — «грань»), — полуправильный многогранник (каталаново тело), двойственный ромбоусечённому кубооктаэдру.
Составлен из 48 одинаковых разносторонних остроугольных треугольников с углами {\textstyle \arccos \,{\frac {1+6{\sqrt {2}}}{12}}\approx 37{,}77^{\circ },} {\textstyle \arccos \,{\frac {6-{\sqrt {2}}}{8}}\approx 55{,}02^{\circ }} и {\textstyle \arccos \,{\frac {2-{\sqrt {2}}}{12}}\approx 87{,}20^{\circ }.}
Имеет 26 вершин; в 6 вершинах (расположенных так же, как вершины октаэдра) сходятся своими наименьшими углами по 8 граней, в 8 вершинах (расположенных так же, как вершины куба) сходятся своими средними по величине углами по 6 граней, в 12 вершинах (расположенных так же, как вершины кубооктаэдра) сходятся своими наибольшими углами по 4 грани.
У гекзакисоктаэдра 72 ребра — 24 «длинных» (расположенных так же, как рёбра ромбододекаэдра), 24 «средних» и 24 «коротких». Двугранный угол при любом ребре одинаков и равен {\textstyle \arccos \left(-{\frac {71+12{\sqrt {2}}}{97}}\right)\approx 155{,}08^{\circ }.}
Гекзакисоктаэдр можно получить из ромбододекаэдра, приложив к каждой грани того неправильную четырёхугольную пирамиду с ромбическим основанием, равным грани ромбододекаэдра, и высотой, которая в {\textstyle 2{\sqrt {{\frac {1}{7}}\left(26+32{\sqrt {2}}\right)}}\approx 6{,}38} раз меньше стороны основания.
Гекзакисоктаэдр — одно из трёх каталановых тел, в которых существует эйлеров путь.

## Метрические характеристики
Если «короткие» рёбра гекзакисоктаэдра имеют длину {\displaystyle a}, то его «средние» рёбра имеют длину {\textstyle {\frac {3}{14}}{\sqrt {22+12{\sqrt {2}}}}\;a\approx 1{,}34a,} а «длинные» рёбра — длину {\textstyle {\frac {1}{7}}{\sqrt {102+20{\sqrt {2}}}}\;a\approx 1{,}63a.}
Площадь поверхности и объём многогранника при этом выражаются как
{\displaystyle S={\frac {6}{7}}{\sqrt {783+436{\sqrt {2}}}}\;a^{2}\approx 32{,}0667340a^{2},}
{\displaystyle V={\frac {1}{7}}{\sqrt {3\left(2194+1513{\sqrt {2}}\right)}}\;a^{3}\approx 16{,}2889191a^{3}.}
Радиус вписанной сферы (касающейся всех граней многогранника в их инцентрах) при этом будет равен
{\displaystyle r={\frac {1}{2}}{\sqrt {{\frac {1}{97}}\left(498+285{\sqrt {2}}\right)}}\;a\approx 1{,}5239081a,}
радиус полувписанной сферы (касающейся всех рёбер) —
{\displaystyle \rho ={\frac {1}{4}}{\sqrt {22+12{\sqrt {2}}}}\;a\approx 1{,}5606602a.}
Описать около гекзакисоктаэдра сферу — так, чтобы она проходила через все вершины, — невозможно.